# Kaleb
Kaleb, der Sohn Jefunnes, ist im Alten Testament in der Zeit der Wüstenwanderung der Israeliten nach dem Auszug aus Ägypten zunächst Kundschafter des Stammes Juda. Später erhält er Erbbesitz in Hebron in Kanaan. Er wird hauptsächlich in den Büchern Numeri, Deuteronomium, Josua und Richter erwähnt. Er gilt als Vorbild für die Treue zu JHWHs Verheißungen, die das übrige Volk Israel fortlaufend verweigerte und verriet.
Eine weitere Person gleichen Namens wird u. a. in 1 Chr 2,9  erwähnt.

## Etymologie
Der hebräische Personenname כָּלֵב kālev ist die Kurzform einer Genitivverbindung bestehend aus Grundwort (כָּלֵב kālev „Hund“) und Bestimmungswort, welches zugleich das theophore Element bildet, in der Kurzform aber ausgefallen ist. Es ergibt sich die Bedeutung „Hund des (Gottes)“. „Hund“ ist hier als „Diener“ zu verstehen.
Martin Noth nimmt einen Einwortnamen („Hund“) an und übersetzt den Namen mit „hundswütig / toll“. Dies wäre dem Namen selbst nach grammatikalisch auch möglich, aber da Parallelen in akkadischen (Kal-bi-dAMAR.UD „Hund des Marduk“), amurritischen (Ka-al-ba-DINGIR „Hund des El“) und phönizischen (Klb’lm „Hund der Götter“) Personennamen existieren, ist die Annahme einer Genitivverbindung wahrscheinlicher.
Die Septuaginta gibt den Namen als Χαλεβ Chaleb wieder.

## Kaleb, Sohn Jefunnes
Nach der Numeri-Erzählung war Kaleb einer der Kundschafter, die Mose von der Wüste Paran (heute Negev) aus in das besiedelte Land Kanaan entsandte. Während die übrigen Kundschafter das Volk mit dem Gerücht erschreckten, das Land sei uneinnehmbar und von Riesen bewohnt, wagte es Kaleb, neben Josua als einziger das Volk zu ermutigen, bei der Eroberung fest auf die Zusage ihres Gottes zu vertrauen, und wurde dafür fast gesteinigt. Erst eine Offenbarung Gottes habe ihn gerettet und die Autorität des Mose wiederhergestellt. Während Gott dem größten Teil der Wüstengeneration Israels danach die Einnahme des Landes Kanaan verwehrte, erhielt Kaleb die Zusage:
„Nur meinen Knecht Kaleb, weil ein anderer Geist in ihm ist und er mir treu nachgefolgt ist, den will ich in das Land bringen, in das er gekommen ist, und seine Nachkommen sollen es einnehmen, während die Amalekiter und Kanaaniter in der Ebene wohnen bleiben.“ (Num 14,24f )
45 Jahre später wurde nach dem Buch Josua diese Zusage erfüllt: Kaleb gelang in hohem Alter die Eroberung von Hebron, einer alten kanaanäischen Stadt im Gebirge Juda (Jos 14,6-15 ). Kaleb ist der Stammvater der Kalebiten, die in der Gegend von Hebron siedelten.
Er hatte eine Tochter namens Achsa (Jos 15,16 ).

## Kaleb, Sohn Hezrons
In 1 Chr 2,9  ist Kaleb der jüngste Sohn Hezrons, seine Brüder heißen Jerachmeel und Ram. Kaleb ist ein Enkel des Perez und Urenkel des Juda. Er heiratet Asuba und zeugt eine Tochter namens Jeriot (1 Chr 2,18 ). Nach Asubas Tod heiratet er Efrata, die den Sohn Hur gebärt (1 Chr 2,19 ). Nach dem Tod seines Vaters Hezron heiratet er dessen Frau Abija, aus der Verbindung geht ein Sohn namens Aschhur hervor (1 Chr 2,24 ). In 1 Chr 42  werden schließlich Mescha und Marescha als seine Söhne genannt. Ferner sind nach 1 Chr 2,46  Haran, Moza und Gases Söhne Kalebs und seiner Nebenfrau Efa, und Scheber und Tirhana und Schaaf und Schewa Söhne seiner Nebenfrau Maacha (1 Chr 2,48–49 ). Zudem wird eine Tochter namens Achsa in 1 Chr 2,49  erwähnt.